# Enarthrocarpus pterocarpus
Enarthrocarpus pterocarpus là một loài thực vật có hoa trong họ Cải. Loài này được (Pers.) DC. mô tả khoa học đầu tiên năm 1821.